# Дворац Грипсхолм
Дворац Грипсхолм (швед. Gripsholms slott) је замак у Маријефреду, Седерманланд, у Шведској. Налази се поред језера Меларен на југу централне Шведске, у општини Стренгнас, око 60 км западно од Стокхолма. Од Густава Васе, Грипсхолм је припадао шведској краљевској породици и коришћен је као једна од њихових резиденција до 18. века. Сада је музеј, али се и даље сматра палатом којом располаже краљ и као таква је део Крунских палата у Шведској.

## Историја

### Рана историја
Бо Јонсон Грип је на том месту 1370-их саградио тврђаву. Продата је краљици Маргарети I 1404. и остала је у власништву круне све док је 1472. није стекао Стен Стуре старији, регент, разменом земљишних поседа, чиме је постао приватна, наследна земља алодијалног статуса, која припада породици регента Стена. Стен је поклонио ово место на коришћење картезијанском манастиру 1498. године, а имање Грипсхолм је функционисало као посед манастира скоро 30 година.
1526. године, манастир је распустио краљ Густав I током шведске реформације, а имање је враћено његовом наследном власнику, наследнику покојног Стена Стуреа Старијег. Краљ је срушио манастирске зграде и стари замак и саградио утврђени замак са кружним угаоним кулама и зидом, за потребе одбране. Од првобитне средњовековне тврђаве остала је само фасада зида. Као приватно породично наслеђе регента Стена Стуреа Старијег, краљевска породица Васа је веома ценила Грипсхолм, као подсетник на порекло краљевске породице од ранијих владара, и често је користила то место.

### Краљевска резиденција
Краљ Густав га је изградио да служи као једна од главних резиденција краљевске куће. Замак је саграђен између 1537. и 1545. године и често је служио као резиденција краљевског двора: током рата Дакеа, на пример, тамо су била смештена краљевска деца.
Између 1563. и 1567. године, краљ Ерик XIV је затворио свог брата Јуана и његову супругу Катарину Јагелонску у замак. У дворцу је 20. јуна 1566. рођен Јуанов син Сигисмунд III Васа, касније краљ Пољске и Шведске. Када је Јуан свргнуо Ерика XIV, замак Грипсхолм је постао један од замкова у којима је Јуан затворио Ерика. Свргнути краљ Ерик је овде био заточен од 1571. до 1573. године.
Краљевска породица је наставила да користи замак Грипсхолм током 17. века. Била је то резиденција удовице Густафа Адолфа из Шведске, Марије Елеоноре од Бранденбурга, која је овде живела од 1636. до 1640. Између 1654. и 1715. године, замак Грипсхолм је био део мираза краљице Хедвиге Елеоноре, која је ту често живела са својим двором и пре него што је остала удовица 1660. године, и која га је обновила и проширила на неколико начина. Међутим, након њене смрти, дворац је неко време био напуштен од стране двора. У периоду током 18. века коришћен је као затвор.
Године 1773. замак Грипсхолм је обновио краљ Густав III, у име своје супруге Софије Магдалене. Дворац је често користио краљевски двор за време владавине Густава III, који га је фаворизовао и тамо је проводио неколико месеци сваке године. Можда најпознатији додатак замку током његове владавине било је позориште, које је дограђено у једној од кула замка. Била је то позорница и за аматерско позориште краљевског двора, као и за Француско позориште Густава III од 1781–1792.
Након државног удара 1809. године, Густаф IV Адолф и његова породица су такође били затворени у замку након његовог свргавања са престола. Тамо је морао да потпише документ о абдикацији.

### Музеј
Године 1822. у згради је смештена Национална галерија портрета (Шведска), која је 1860-их стављена под надзор Националног музеја.
Између 1889. и 1894. године, замак је прошао тешку и контроверзну рестаурацију коју је извршио архитекта Фредрик Лиљеквист током које су многе измене из 17. и 18. века уклоњене. Највећа промена била је доградња трећег спрата; до планираног рушења једног крила није дошло.
Сада је дворац музеј који је отворен за јавност, садржи слике и уметничка дела. У делу замка се налази Национална галерија портрета, једна од најстаријих колекција портрета на свету. Музеј укључује лоше пуњеног лава који је постао озлоглашен последњих година. Лав је значајан пример лоше таксидермије, има комично деформисано лице.

## Галерија слика
- Suecia Antiqua et Hodierna, око 1700
- Дворац Грипсхолм, литографија, 1850
- Унутрашње двориште
- Руски топови из краја 16. века
- Цртеж Фрица фон Дардела, 1845
- Слика Фердинанда Рихарта, 1869
- Фотографија Јана Нормана, 26. септембар 1997.
- Цртеж Фердинанда Бобера, између 1915. и 1924.
- Стаклена башта